# Brian Nielsen (fodboldspiller)
 Der er flere personer med dette navn, se Brian Nielsen (flertydig).
Brian Nielsen (født 25 februar 1987) er en dansk tidligere fodboldspiller.

## Karriere
Brian Nielsen indledte karrieren i Akademisk Boldklub, hvorfra han i en ung alder skiftede til Vejle Boldklub. Her blev han i en ung alder en fast bestanddel af klubbens førstehold fra 2005 til 2010.
Brian Nielsen har spillet på samtlige danske U-landshold og var – indtil han faldt for aldersgrænsen – fast mand på  U-21 landsholdet. Han blev ofte fremhævet som et af dansk fodbolds største talenter og indeholdte også nogle efterspurgte kompetencer: Han var udfordrende og kreativ i mand-mand-situationer, han havde et eksplosivt antrit med og uden bold, han var dygtig på dødbolde, og han var målfarlig.
I Vejle Boldklub blev Brian Nielsen ofte kritiseret for at have en uprofessionel attitude og tilgang til tilværelsen som professionel fodboldspiller. Omvendt opnåede han også stor anerkendelse for sine fodboldmæssige evner. 
I april 2010 skiftede Brian Nielsen til amerikanske New York Red Bulls. Efter at have spillet blot tre ligekampe, pådrog Brian sig en alvorlig knæskade, som gjorde, at klubben ikke ville forlænge med ham, da hans kontrakt udløb i 2011.